# Anna Belknap
Anna C. Belknap (* 22. Mai 1972 in Damariscotta, Maine) ist eine US-amerikanische Schauspielerin.

## Leben
Anna Belknap machte ihren Bachelor of Arts am Middlebury College in Vermont und ist Mitglied der Rude Mechanicals Theater Company.
Sie absolvierte eine Schauspielausbildung am American Conservatory Theater. Von 2005 bis 2013 spielte sie in der Fernsehserie CSI: NY mit.
Verheiratet ist sie mit Eric Siegel und lebt zurzeit in Los Angeles. Sie haben zwei Kinder.

## Filmografie
- 1996: Homicide (Homicide: Life on the Street, Episode 4x22)
- 1999: Trinity (Episode 1x07)
- 1999: Law & Order (Episode 9x10)
- 2000–2001: Deadline (4 Episoden)
- 2001: The Education of Max Bickford (Episode 1x06)
- 2001: Law & Order: Special Victims Unit (Episode 2x18)
- 2003–2004: The Handler (16 Episoden)
- 2004–2005: Medical Investigation (20 Episoden)
- 2004: The Jury (Episode 1x07)
- 2005: Without a Trace – Spurlos verschwunden (Without a Trace, 2 Episoden)
- 2005: The Comeback (Episode 1x13)
- 2005: The Reality Trap
- 2005: Alchemy
- 2005–2013: CSI: NY (163 Episoden)
- 2015: Hawaii Five-0 (Episode 5x13)
- 2015: How to Get Away with Murder (Episode 2x07)
- 2016: Animal Kingdom (TV-Serie)
- 2016: Transparent (TV-Serie)
- 2018: The Good Doctor (Episode 1x16)
- 2019: Navy CIS: L.A. (NCIS: Los Angeles, Episode 11x09)
- 2020: Chicago Med (Folge 5x17)

## Videospiele
- 2008: CSI: NY (Detective Lindsay Monroe Synchronisation)